# Kus (Hebreeuwse Bijbel)
Kus (Hebreeuws: כּוּשׁ, "Koesj") is een persoon uit de Hebreeuwse Bijbel. Volgens de Volkenlijst in Genesis 10 was Kus een zoon van Cham, kleinzoon van Noach en broer van Kanaän. Kus was volgens Genesis 10 de vader van Nimrod, de "eerste machthebber op Aarde". De andere zonen van Kus waren Saba, Chawila, Sabta, Rama en Sabtecha.
Kus is de naam die in de Nieuwe Bijbelvertaling gebruikt wordt. Ook in de vertaling van het Nederlands Bijbelgenootschap (1951) en de Willibrordvertaling van 1995 wordt hij Kus genoemd. De Statenvertaling van 1637 noemt hem Cus en de Statenvertaling van 1977 gebruikt Kusch. In de Groot Nieuws Bijbel van 1996 wordt hij Nubië genoemd. De naam Kush of Koesj wordt ook wel gebruikt.
In de Hebreeuwse Bijbel wordt Kus beschouwd als stamvader van de Afrikanen (met donkere huidskleur), die de Koesjieten genoemd worden. Volgens Numeri, het vierde boek van de Hebreeuwse Bijbel, had Mozes een Koesjitische vrouw. Ook elders in de Bijbel worden de Koesjieten genoemd. De retorische vraag “Kan ook een Cusjiet zijn huid veranderen?” in Jeremia 13:23 (HSV) impliceert een volk met een aanzienlijk andere huidskleur dan de Israëlieten, waarschijnlijk een Afrikaans volk. De Septuaginta vertaalt Koesj met Αἰθιοπία "Ethiopia." In modern Hebreeuws worden Afrikanen koesjim genoemd.
Volgens sommige interpretaties van Indiase mythes zou Kus een rijk hebben gesticht dat behalve Egypte, Ethiopië en Mesopotamië ook India omvatte. De donkerhuidige Dravidiers zouden evenals de Afrikanen nakomelingen van Kus zijn. Naast Nimrod had Kus ook een zoon die Rama heette en deze kreeg een zoon met de naam Seba. In de Indiase mythologie zouden we de namen Kus, Rama en Seba terugzien als de later vergoddelijkte koningen Krishna, Rama en Shiva.
De naam Kus is een verwijzing naar het Nubische rijk Koesj. De Koesjitische talen zijn een groep talen, vernoemd naar Koesj, die in de Hoorn van Afrika gesproken worden, waaronder Afar, Afaan Oromo en Somalisch.